# حكومة هاني الملقي الأولى
حكومة هاني الملقي الأولى هي الحكومة رقم 99 منذ إعلان استقلال إمارة شرق الأردن عام 1921 والسادسة عشر في عهد الملك عبدالله الثاني. أدت الحكومة اليمين الدستورية أمام الملك عبدالله الثاني في 1 يونيو 2016. واستمرت في عملها حتى 25 سيبتمبر 2016 وضمت 29 وزيرا بما فيهم الرئيس.

## كتاب التكليف
عهد الملك عبد الله الثاني إلى هاني الملقي بتشكيل الحكومة خلفا لحكومة عبدالله النسور التي قدمت استقالتها في 29 مايو 2016، بعد حل مجلس النواب كما ينص الدستور. تسلم هاني الملقي كتاب التكليف السامي في 29 أيار 2016.
وقد دعا الملك في كتاب التكليف إلى توفير وسائل الدعم والتسهيلات كافة للهيئة المستقلة للانتخاب، وإلى إصدار جميع الأنظمة والتعليمات الضرورية لتنفيذ قانون اللامركزية، واتخاذ الترتيبات الضرورية لإجراء انتخابات مجالس المحافظات، وإلى تحسين مستوى أداء الجهاز الحكومي والإسراع في تنفيذ مشروع الحكومة الإلكترونية.
كما أكد الملك على ضرورة العمل بشكل حثيث لرفع مستوى الخدمات المقدمة للمواطنين في مختلف المجالات. وأن يقوم الوزراء بالنزول إلى الميدان للتواصل مباشرة مع المواطنين، وإلى تطبيق مبادئ العدالة والمساواة والشفافية وتكافؤ الفرص بين أفراد المجتمع عن طريق الاستمرار في التعاون مع السلطة القضائية، وتوفير كل ما تحتاج إليه في عملها لتمكينها من توفير بيئة قضائية نزيهة وشفافة، وإنجاز السياسات والتشريعات اللازمة للنهوض بالجهاز القضائي وتحديثه.
كما أكدت الملك على أن الأولوية الأولى والتحدي الحقيقي الذي يواجه الأردن يتمثل في التصدي لمشكلتي الفقر والبطالة، ووجه الملك الحكومة للقيام بوضع برامج تنموية وإنتاجية على المستوى المحلي تشمل كافة المحافظات والبلديات، ووضع تصوراً تنمويا مستداماً لها. والاستمرار بشكل سريع بالإجراءات التنفيذية لتنويع مصادر الطاقة، وبخاصة الطاقة البديلة والمتجددة، وتحرير سوق المشتقات النفطية من أجل خفض المديونية، ودعا الملك أيضا إلى تطوير القطاع الصحي واستكمال مشاريع الربط الإلكتروني والحوسبة لهذا القطاع وتعزيز دور مجلس اعتماد المؤسسات الصحية، وتوسيع مظلة التأمين الصحي، والاهتمام بالسياحة العلاجية، وإلى الاهتمام بقطاع السياحة وتشغيل الأيدي العاملة الأردنية. وإلى زيادة دور المرأة وتمكينها في المجتمع وسوق العمل، حيث اعتبر الملك هذا الأمر عقبة في المسيرة التنموية.
أما على صعيد السياسة الخارجية فقد أكد الملك على دور الأردن التاريخي في الدفاع عن قضايا الأمة العربية والإسلامية وعلى رأسها القضية الفلسطينية، والوصاية الهاشمية للإماكن المقدسة، وأن الأردن سيظل الداعم الحقيقي للفلسطينيين، وسيستمر في توظيف علاقاته الخارجية في سبيل قيام دولتهم المستقلة على ترابهم الوطني، وعاصمتها القدس الشرقية، كما دعا الملك إلى متابعة تنفيذ مخرجات مؤتمر لندن للمانحين لضمان توفير الدعم المطلوب للأردن في تحمل أعباء اللجوء السوري. لكي يستمر الأردن في واجبه الإنساني تجاه اللاجئين الباحثين عن الأمن والأمان.

## تشكيل الحكومة
تكوّن مجلس الوزراء من 28 عضواً (عدا الرئيس)، سمي ثلاثة منهم نواباً لرئيس الوزراء إضافة لحقائبهم الوزارية. ومنهم 11 وزيراً من حكومة عبد الله النسور السابقة (أي حكومة عبد الله النسور الثانية)، في حين كان 9 منهم وزراءً في حكومات سابقة أخرى. 8 من أعضاء الحكومة ليس لديهم خبرة وزارية سابقة. وحصلت أربع سيدات على حقائب وزارية. تم تعيين ثلاثة رؤساء جامعات سابقين في الحكومة وهم رضا شبلي الخوالدة، وجيه عويس، محمود الشياب. أعادت الحكومة وزارة الشباب إلى حيّز العمل، حيث تم التخلي عنها سابقاً عام 2012.
| حكومة هاني الملقي الأولى | حكومة هاني الملقي الأولى                                             | حكومة هاني الملقي الأولى |
|                          | الوزارة                                                              | الوزير                   |
| ------------------------ | -------------------------------------------------------------------- | ------------------------ |
| 1                        | رئيس للوزراء ووزيرا للدفاع                                           | هاني فوزي الملقي         |
| 2                        | نائب لرئيس الوزراء للشؤون الاقتصادية ووزير للصناعة والتجارة والتموين | جواد أحمد العناني        |
| 3                        | نائب لرئيس الوزراء لشؤون الخدمات ووزير للتربية والتعليم              | محمد محمود ذنيبات        |
| 4                        | نائب لرئيس الوزراء ووزير للخارجية وشؤون المغتربين                    | "محمد ناصر" سامي جودة    |
| 5                        | وزير الداخلية                                                        | سلامه حماد               |
| 6                        | وزير المياه والري                                                    | حازم كمال الناصر         |
| 7                        | وزير الثقافة                                                         | عادل عيسى الطويسي        |
| 8                        | وزير الشؤون السياسية والبرلمانية ووزير للدولة                        | موسى حابس المعايطة       |
| 9                        | وزير التخطيط والتعاون الدولي                                         | عماد نجيب فاخوري         |
| 10                       | وزير العمل                                                           | علي ظاهر الغزاوي         |
| 11                       | وزير الصحة                                                           | محمود ياسين الشياب       |
| 12                       | وزير التعليم العالي والبحث العلمي                                    | وجيه موسى عويس           |
| 13                       | وزير النقل                                                           | يحيى موسى الكسبي         |
| 14                       | وزير البيئة                                                          | ياسين مهيب الخياط        |
| 15                       | وزير الشؤون البلدية                                                  | وليد محي الدين المصري    |
| 16                       | وزير الطاقة والثروة المعدنية                                         | إبراهيم حسن سيف          |
| 17                       | وزير دولة لشؤون الإعلام                                              | محمد حسين المومني        |
| 18                       | وزير الأشغال العامة والإسكان                                         | سامي جريس هلسه           |
| 19                       | وزير العدل                                                           | بسام سمير التلهوني       |
| 20                       | وزير الاتصالات وتكنولوجيا المعلومات                                  | مجد محمد شويكة           |
| 21                       | وزير المالية                                                         | عمر زهير ملحس            |
| 22                       | وزير الزراعة                                                         | رضا شبلي الخوالدة        |
| 23                       | وزير الشباب                                                          | رامي صالح وريكات         |
| 24                       | وزير دولة لشؤون رئاسة الوزراء                                        | فواز نجيب إرشيدات        |
| 25                       | وزير الأوقاف والشؤون والمقدسات الإسلامية                             | وائل عربيات              |
| 26                       | وزير لتطوير القطاع العام                                             | ياسرة عاصم غوشة          |
| 27                       | وزير السياحة والآثار                                                 | لينا عناب                |
| 28                       | وزير التنمية الاجتماعية                                              | خولة العرموطي            |
| 29                       | وزير دولة                                                            | خالد موسى الحنيفات       |

## السياسات
تم تشكيل الحكومة لتحضير البلاد للانتخابات النيابية الأردنية 2016. بعد أداء اليمين الدستورية بوقت قصير، تم تشكيل فرق عمل برئاسة نواب رئيس الوزراء للوقوف على القضايا المطروحة في كتاب التكليف السامي من قبل الملك عبد الله الثاني بن الحسين. في الخامس من حزيران 2016، قدّم الملقي خطط عمل لتسعة عشر نقطة مما ورد في كتاب التكليف، والتي تخص بشكل عام القضايا السياسية والاقتصادية والإدارية.
بعد عدّة أيام من توليه منصبه، أعلن الملقي أن الوزراء سيزورون شخصياً المؤسسات الخدمية بهدف تحسين تلك الخدمات.

## التعديلات الوزارية
لم تجرى أي تعديلات وزارية على هذه الحكومة واحتفظ جميع الوزراء بمناصبهم حتى استقالة الحكومة.

## الاستقالة
قدمت الحكومة استقالتها إلى الملك عبدالله الثاني بعد أجراء الانتخابات النيابية في 25 سيبتمبر 2016.